# Angelo Saullich
Angelo Saullich (* 23. Oktober 1815 in Lublinitz; † Januar 1892) war ein Unternehmer in Österreich. Er betrieb in Perlmoos bei Wörgl die seinerzeit einzige Portlandzementfabrik des Landes.

## Leben

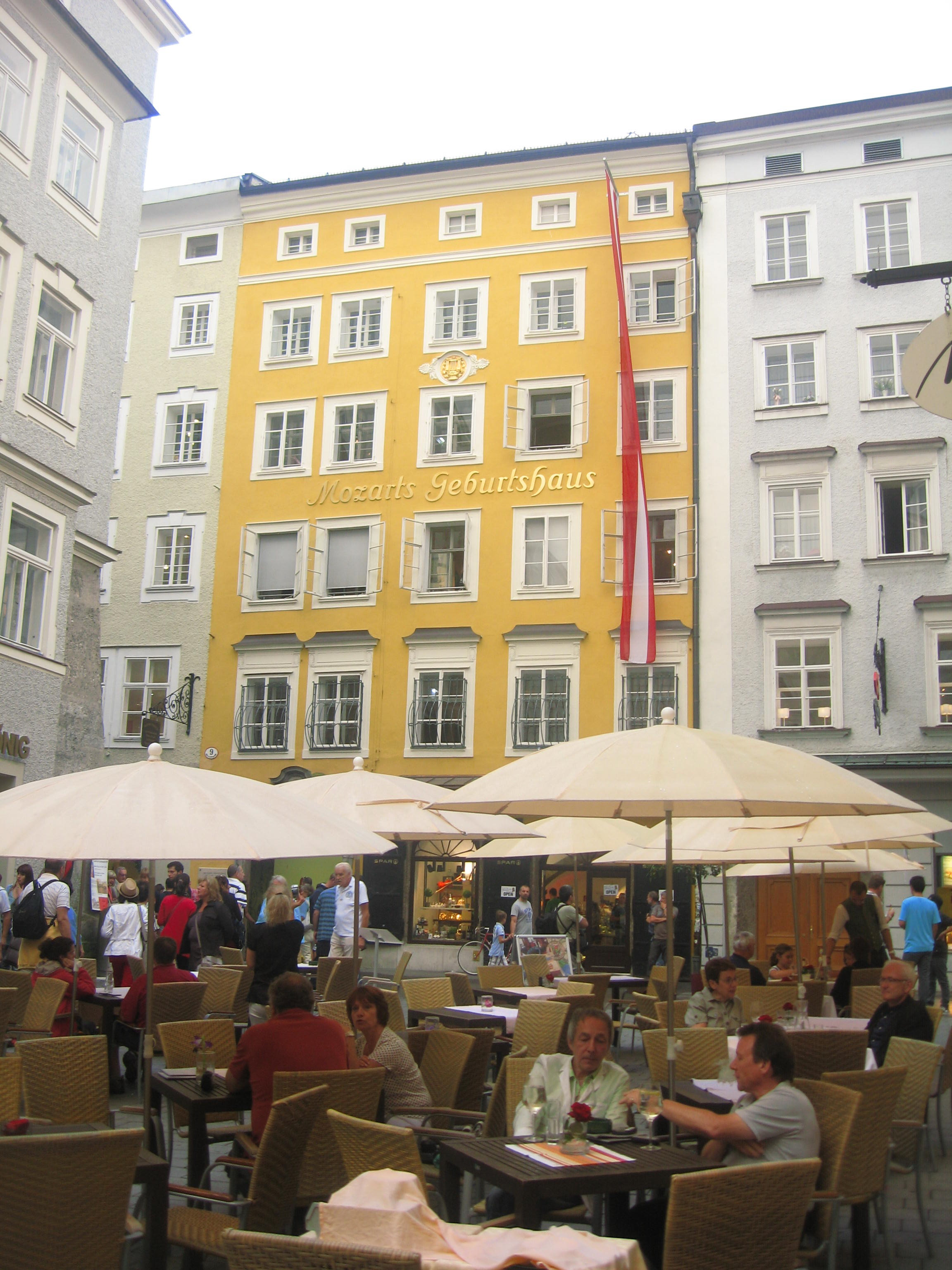
Mozarts Geburtshaus

Angelo Saullich war ein Sohn des Stadtrichters seiner Heimatstadt in Preußisch-Schlesien. Er absolvierte das Gymnasium und bildete sich dann kaufmännisch aus, zunächst als Praktikant in einem Geschäft für „Spezerei-, Colonialwaaren- und Droguen“ in Troppau. Später arbeitete er in Breslau, ehe er 1838 nach Salzburg kam, wo er eine Anstellung als Buchhalter bei der Firma Alois Kraft erhielt. 1846 heiratete er Therese Thury, geb. Leiter, die Witwe des Kaufmanns Ludwig Thury, und kam so in den Besitz von Mozarts Geburtshaus und zu einem eigenen Geschäft. Dieses erweiterte er stark.
Nachdem Angelo Saullich festgestellt hatte, dass im Bauwesen immer mehr Zement verwendet wurde, dieser aber in der Regel aus England oder Frankreich eingeführt werden musste, beschloss er, den Baustoff auch in Österreich zu produzieren und zu vermarkten. Er schloss sich zunächst mit der Firma Alois Kraft aus Kufstein zusammen, die 1857 das Privileg zur Erzeugung von Portland-Zement erworben hatte. Doch der Kufsteiner Zement hatte einen schlechten Ruf. Daher wurde das Hauptprodukt der Firma in Perlmooser-Portland-Cement umbenannt und hatte plötzlich nicht mehr mit Imageschwierigkeiten zu kämpfen. Insbesondere die Erfahrungen beim Bau einer Eisenbahnbrücke bei Salzburg trugen zum Erfolg der Firma bei: Der dort verwendete englische Portland-Zement härtete nicht zufriedenstellend aus, wodurch das einheimische Produkt an Wertschätzung gewann. Saullich und sein Kompagnon stellten unter anderem auch Bodenplatten, Wasserleitungsröhren und Gebäudeschmuck aus Zement her. 1860 erhielten ihre Erzeugnisse die höchste Auszeichnung bei einer Ausstellung in Linz, 1861 oder 1862 folgte eine Goldmedaille in London.

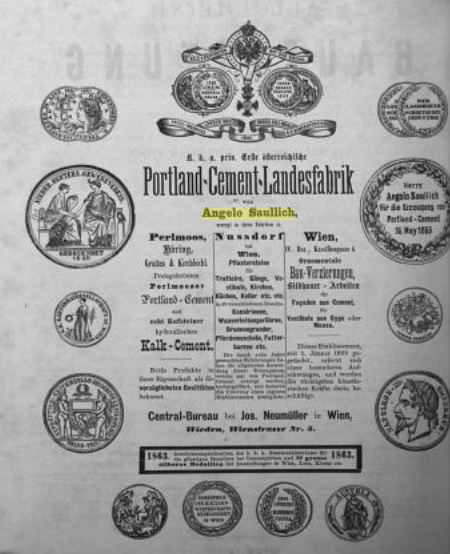
Werbeanzeige aus den 1860er-Jahren

1863 zog sich Alois Kraft aus dem Geschäft zurück, das Saullich nun alleine weiterführte. Nachdem im selben Jahr Professor Rebhan im Österreichischen Architekten-Verein den einheimischen Portland-Zement propagiert und als gleichwertig mit der teuren Importware bezeichnet hatte, wurde Saullich mit einem Anerkennungsschreiben der Regierung bedacht. Außerdem erhielt er eine Goldmedaille des Gewerbevereins von Niederösterreich sowie das goldene Verdienstkreuz mit der Krone. 1868 konnte er eine neue Fabrik eröffnen.
Dennoch war er noch 1866 als Spezereiwarenhändler im Handels- und Gewerbeschematismus für das Herzogthum Salzburg aufgeführt, ansässig im Haus zum Mozart in der Getreidegasse 240.
1872 wurde Saullichs Unternehmen in eine Aktiengesellschaft umgewandelt, aber weiterhin von Angelo Saullich geleitet.
Ab 1861 gehörte Saullich dem Salzburger Gemeinderat für eine Wahlperiode an, später nochmals von 1865 bis 1867. In diesem Jahr legte er das Amt nieder, weil er es mangels Zeit nicht ausfüllen zu können glaubte. Von 1852 bis 1863 und von 1866 bis 1875 war er Mitglied der Handelskammer; von 1866 bis 1867 als Präsident und von 1867 bis 1875 als Vizepräsident. Ab 1868 war er auch Mitglied der Gesellschaft für Salzburger Landeskunde.
Anlässlich des 50. Jahrestages seiner Ankunft in Salzburg verteilte Angelo Saullich an verschiedene Institutionen Spenden. Testamentarisch hatte er außerdem verfügt, dass er nur ein Begräbnis zweiter Klasse bekommen sollte. Die Differenz zum Preis eines Begräbnisses erster Klasse sollte den Armen gespendet werden. Saullichs Familiengrabmal schuf Wilhelm von Rümann.
Angelo Saullich, der seine Frau 1877 verloren hatte, hinterließ drei verheiratete Töchter.
Die von Alois Kraft und Angelo Saullich initiierte Zementproduktion liegt mittlerweile in den Händen von Lafarge Perlmooser.